# Moscatel de grano menudo

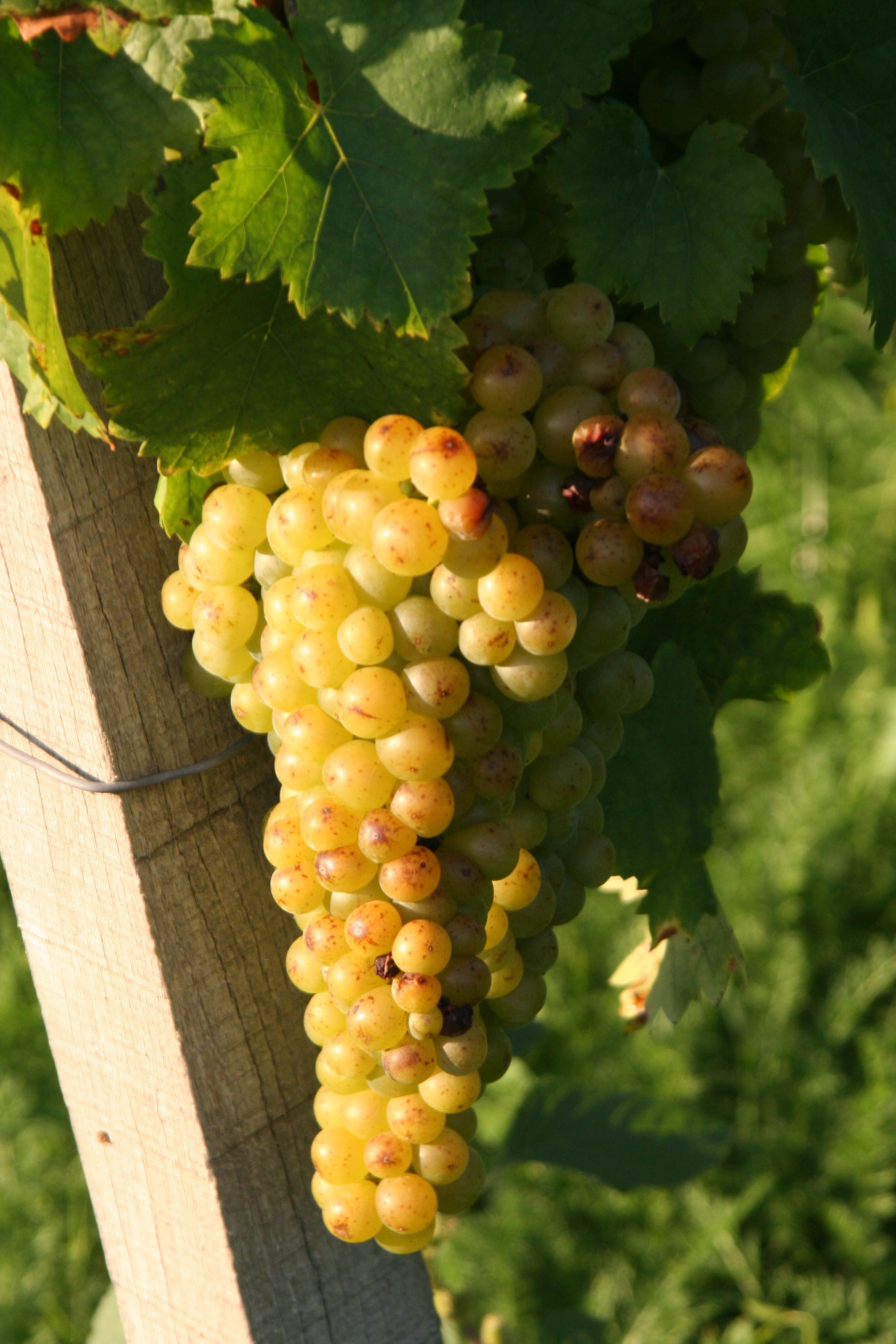
Racimo de la moscatel de grano menudo.

La moscatel de grano menudo es una uva de vinificación blanca miembro de la familia moscatel (vitis vinifera). Su nombre viene del característico pequeño tamaño de la baya y sus apretados racimos. Es conocida también como moscatel morisco y como la traducción al francés de moscatel de grano menudo, muscat blanc à petits grains.
Siendo técnicamente una uva blanca, hay variedades de moscatel de grano menudo que producen bayas que son rosas o marrón rojizo. La misma vid puede potencialmente producir bayas de un color un año y un color diferente al siguiente. Estas variedades son más prevalentes en Australia, donde la uva se conoce también como frontignac y brown muscat. La variedad muskadel de Sudáfrica tiende a mostrar la misma característica un poco más oscura.

## Vinos

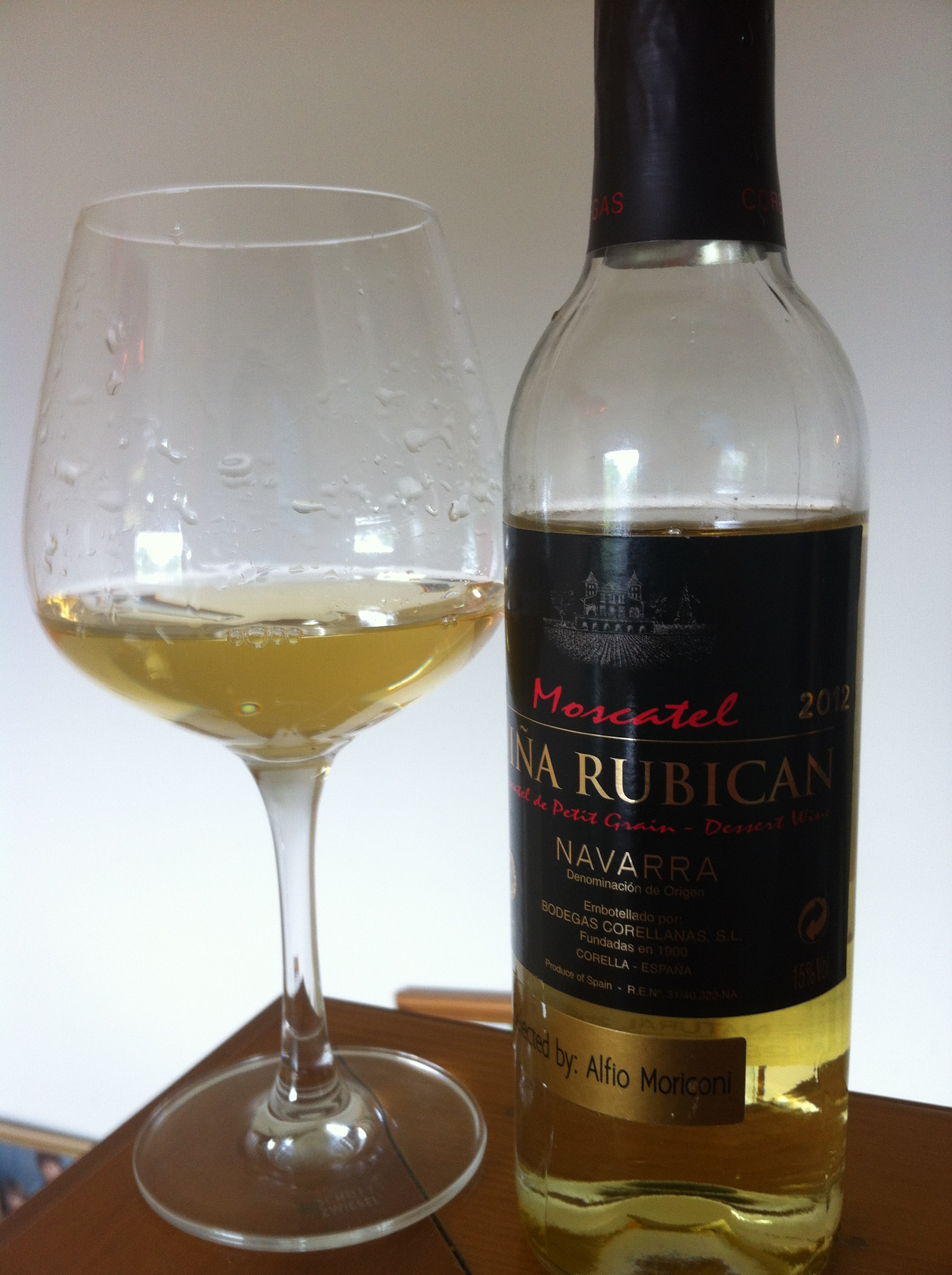
Vino moscatel de grano menudo de la DO Navarra, España.

En Francia, la uva se usa como uva de ensamblaje con garnacha blanca y moscatel de Alejandría en vins doux naturels (vinos dulces naturales) de la región de Frontignan como Banyuls, Côtes d'Agly, Grand Roussillon, Rivesaltes y St-Jean de Minervois. Es una variedad recomendada en el vino del Ródano Muscat de Beaumes-de-Venise y una vina de ensamblaje con clairette en el muy buscado vino de aguja Clairette de Die (etiqueta de marca Tradition). En Alsacia, es conocida por los vinos secos muy aromáticos que produce.
En Italia, Europa, la uva es la más ampliamente plantada de la familia moscatel y la más comúnmente conocida como moscato bianco. Es la variedad más antigua conocida cultivada en el Piamonte y es el componente primario del vino espumoso de Asti (vino) y Moscato d'Asti. Es también usado comúnmente para vinos de postre encabezados así como en vinos semi-espumosos. El vino de postre sudafricano Constantia se produce con muscat de Frontignan.
En España, según la orden APA/1819/2007, de 13 de junio, la uva moscatel de grano menudo es una variedad recomendada en las comunidades autónomas de Castilla-La Mancha, Castilla y León, Navarra y La Rioja. Es variedad autorizada en Andalucía (moscatel morisco), Aragón, Asturias, Baleares, Cataluña, Extremadura, Madrid, Murcia y País Vasco.

## Viticultura
Sus características viticulturales hacen de esta variedad una tendente a producir bajas cosechas y una susceptibilidad al mildiu y la polilla de la uva. Tiende también a ser víctima de leaf roll, oidio y podredumbre gris y requiere larga temporada de crecimiento pues tiende a florecer pronto y madurar tarde.

## Historia
El moscatel de grano menudo está considerado una de las más antiguas variedades de uva que aún existen. Los ampelógrafos han identificado la uva con la uva anathelicon moschaton que usaron los griegos y las vides apiane plantadas por los romanos (así llamada debido a la querencia que tienen los insecots, particularmente las abejas -en latín, apis-, por devorar la carne de las bayas). Fue probablemente introducido primero en Francia por los griegos a través del puerto comercial de Marsella y más tarde se extendió por la región romana de la Narbonense en la conquista de la Galia. Fue la principal exportación de Frontignan en tiempos de Carlomagno y las plantaciones están documentadas en Alemania en el siglo XII. Se hizo una planta popular en Alsacia en el siglo XVI.

## Sinónimos
La moscatel de grano menudo es conocida con unos 380 sinónimos, entre los cuales está muscat blanc à petits grains, gelber muskateller, brown muscat, moscatel morisco, muscat canelli y moscatel de Frontignan. En Macedonia y Serbia es conocida como temjanika.